# ヘイゼル・ヘンダーソン
ヘイゼル・ヘンダーソン（Hazel Henderson, 1933年 - 2022年5月22日）は、英国ブリストル生まれ、米国フロリダ州在住の未来学者、著述家、テレビ番組のプロデューサー。30カ国以上の組織のコンサルタント。マサチューセッツ州ウスター工科大学の名誉博士。カリフォルニア大学バークレー校・サンタバーバラ校の客員教授。著書『WIN-WIN WOLRD』（日本語版『地球市民の条件』）によると、これからの時代は「勝ち・負け」のルールではなく、誰もが勝利する世界（win-win world）にするためという視座から経済活動を考えるべきであると考察している。また、国の豊かさを測る指標としてGNP（国民総生産）の代わりに「将来性」を提唱している。

## 著書（日本語訳）
- 『エントロピーの経済学―もうひとつの未来を創る』（訳：田中幸夫・土井利彦、ダイヤモンド社、1984年）
- 『地球市民の条件―人類再生のためのパラダイム』（尾形敬次訳、新評論、1999年）
- 『地球対談 輝く女性の世紀へ』（共著：池田大作、主婦の友社、2002年）
- 『“片側経済”との訣別―あらゆる社会コスト、環境コストを包含し、自然の原則・リズムと同期する市場の形成へ向けて』（柴田譲治訳、バベルプレス、2008年）